# May-szigeti csata
A May-szigeti csata (angolul: Battle of May Island) egy tragikus balesetsorozat ironikus elnevezése, amely az első világháború alatt, 1918. január 31-éről február 1-jére virradóra történt a skót partok közelében. Az érintett brit tengeralattjárók közül kettő elsüllyedt, három megsérült. A balesetben 104 tengerész meghalt.

## A balesetsorozat
1918. január 31-én este egy angol flotta kifutott Rosyth-ból, hogy az Északi-tengeren találkozzon egy másik egységgel. Az EC1 kódjelű gyakorlaton részt vevő csatahajókat, rombolókat és cirkálókat kilenc K osztályú tengeralattjáró (K3, K4, K6, K11, K12, K13, K14, K17, K22) kísérte. Skócia nyugati partjainál, a May-szigetnél más felszíni hajók is tevékenykedtek, amelyek nem tudtak a tengeralattjárókról. Az információk hiánya és az éjszakai elsötétítés vezetett a balesetsorozathoz.
Két aknaszedő hajó a közeledő flotta útját keresztezte. A kitérő manőverek során a K22 összeütközött a K14-gyel, amelyik súlyosan megsérült. A K22-t egy hadihajó, a HMS Inflexible rongálta meg, míg a K17 a HMS Fearless „áldozata” lett. A tengeralattjárók legénysége többségében el tudta hagyni a két megrongálódott járművet, de a K17 legénysége, nyolc tengerészt kivéve, meghalt. A K3 és K4 látta a balesetet, ezért megállt, a K6 viszont belerohant az utóbbiba, és csaknem kettévágta. A K6 legénysége elhagyta a tengeralattjárót, de a K4 tengerészei, miután a K7 is beleütközött a hajójukba, valamennyien meghaltak.